# Manuela Solís i Claràs
Manuela Solís i Claràs (València, 27 de juny de 1862 - València, 1910) fou una metgessa, ginecòloga valenciana i la primera dona que obtingué la llicenciatura en medicina a la Universitat de València.

## Biografia
En les darreres dècades del segle xix, els avanços lliberals en educació feren que algunes dones començaren els estudis de batxillerat i accediren a les aules universitàries. El director de l'Escola Normal de València, Prudencio Solís Miguel, seria, junt al professor de la mateixa Escola, Baltasar Perales, un dels homes que, confiant que l'avanç social es produiria mitjançant l'accés a l'educació per part de la major part de la població, incloses les dones, signaren a les seues filles els permisos necessaris per poder matricular-se en l'Institut Lluís Vives.
Manuela Solís estudià, per tant, el batxillerat a l'Institut Lluís Vives de València, l'únic existent en aquells moments i, allí, amb unes excel·lents notes, aconseguiria el títol en juliol de 1882. Fou una de les primeres valencianes que l'obtingué. També serà pionera a matricular-se a la Facultat de Medicina, així com, el 1882, la primera dona a matricular-se a la Universitat de València. Malgrat les dificultats que altres dones com Concepción Aleixandre tingueren per accedir a les aules, el fet que dos germans cursaren també la mateixa carrera, creiem que va influir en una major normalitat per tal de realitzar els seus estudis, que finalitzarà de manera brillant i aconseguirà el grau de llicenciatura el 1889.
La formació que va rebre fou excepcional. Cal recordar que fou deixebla de catedràtics com Pelegrí Casanova i Ramon y Cajal, dels quals parlaria amb respecte i admiració anys després. Una vegada llicenciada, es trasllada a Madrid, a treballar i fer pràctiques a l'Instituto de Terapéutica Operatoria, que funcionava com a escola quirúrgica de postgrau en l'Hospital de la Princesa. Conegut com a Instituto Rubio, per ser el seu fundador el metge i republicà Federico Rubio y Gali, proporcionava una formació en medicina d'autèntica avantguarda, alhora que realitzava tasques d'assistència social. Manuela Solís hi treballaria en les infermeries dels doctors Gutiérrez i Soler.
En l'Institut coneix qui seria el seu marit, el doctor Reyes Romero. Torna a València i obri consulta en el carrer de Colom, front al carrer de Pizarro: esdevingué tot un esdeveniment el fet d'obrir consulta una dona l'any 1892.
Desitjant aprofundir en els seus coneixements, es traslladà a París, on treballarà en la Clínica de Parts de la Facultat de Medicina. Quan torna, cursa el doctorat a Madrid i aconsegueix el grau de doctora en Medicina i Cirurgia, el 1905, especialitzant-se en ginecologia i molt prompte, a l'abril de 1906, és elegida membre de la Societat Ginecològica Espanyola. Combina així les tasques clíniques amb la recerca, i obri una consulta als carrers de Sant Mateo i Fuencarral de Madrid.
El 1907, publicà el seu primer llibre, que serà prologat, de manera laudatòria, pel seu antic mestre, el doctor Santiago Ramón y Cajal. Una publicació al voltant de l'embaràs i de la higiene infantil escrit amb afany divulgatiu, en un intent que les dones, en especial les mares, seguiren consells de caràcter higiènic durant l'embaràs i durant els primers anys de vida dels seus fills.
Manuela Solís, de tarannà moderat, no va participar de manera activa en política ni en reivindicacions de caràcter feminista, però, preocupada per la divulgació científica i l'assistència social, formà part activa del Comité Femenino de Higiene Popular relacionat amb el Col·legi de Metges, un organisme caracteritzat pel seu caràcter benefico-assistencial, que crearà centres per als més menuts i colònies, organitzarà concursos de tota classe per tal de fomentar la higiene infantil, repartirà premis consistents en joguets, peces de vestir... així com conferències dedicades, en especial, a les mares treballadores, com la que pronuncià al voltant d'Higiene de l'embaraç.
Al mes de gener de 2016 el Consell per la Dona i per la Igualtat de l'Ajuntament de València va decidir dedicar-li un carrer junt a altres 43 dones que no han tingut l'oportunitat d'obtindre el reconeixement al llarg de la història. D'altra banda al mes de novembre 2016 la Conselleria de Sanitat va anunciar que l'antic hospital militar Vázquez Bernabéu ubicat a Mislata-Quart es convertiria, amb una inversió de 100 milions, en un hospital de mitjana i llarga estada i de salut mental així com un centre d'administració sanitària provincial i s'anomenarà Hospital Manuela Solís en reconeixement seu.